# Nepalese huiszwaluw
De Nepalese huiszwaluw (Delichon nipalense) is een zangvogel uit de familie van de zwaluwen (Hirundinidae).

## Verspreiding en leefgebied
Deze soort komt voor van de Himalaya tot noordwestelijk Vietnam en telt twee ondersoorten:
- D. n. nipalense: van de Himalaya tot noordwestelijk Myanmar.
- D. n. cuttingi: van noordoostelijk Myanmar tot noordwestelijk Vietnam.

## Status
De grootte van de populatie is niet gekwantificeerd maar de soort wordt omschreven als wijdverspreid en vrij algemeen in Nepal en plaatselijk vrij algemeen in India. Op de Rode lijst van de IUCN heeft deze soort de status niet bedreigd.